# HD 192472
HD 192472，又名CD-3614011，SAO 211948、HR 7728，是一颗恒星，视星等为6.39，位于銀經5.09，銀緯-32.02，其B1900.0坐标为赤經20h 9m 53.2s，赤緯-36° -32.02′ 32″。